# 영암낭주중학교
영암낭주중학교(靈巖朗州中學校)는 대한민국 전라남도 영암군 학산면 독천리에 있는 공립 중학교이다.

## 학교 연혁
- 1953년 4월 7일 : 낭주중학교 설립인가 (6학급)
- 1953년 6월 1일 : 낭주중학교 개교
- 1962년 7월 27일 : 영암서중학교로 교명 개칭
- 1971년 1월 26일 : 영암낭주중학교로 교명 개칭
- 2024년 9월 1일 : 제27대 조숙희 교장 부임
- 2025년 1월 8일 : 제71회 졸업(남 8명, 여 4명 계 12명, 총 10,601명)
- 2025년 3월 4일 : 2025학년도 입학식(남 14명, 여 15명 계 29명)

## 참고 자료
- 영암낭주중학교 - 한국교육학술정보원 학교알리미